# Gmina Skoczów
Die Gmina Skoczów [ˈskɔt͡ʂuf]Ausspracheⓘ ist eine Stadt-und-Land-Gemeinde im Powiat Cieszyński der Woiwodschaft Schlesien in Polen. Ihr Sitz ist die gleichnamige Stadt (deutsch Skotschau) mit etwa 14.400 Einwohnern.
Die Gemeinde gehört zur Euroregion Teschener Schlesien.

## Geographie
Die Gemeinde liegt im Süden der Woiwodschaft. Bielsko-Biała liegt etwa 15 Kilometer östlich, die Kreisstadt Cieszyn (Teschen) 12 Kilometer westlich. Nachbargemeinden sind Brenna, Chybie, Dębowiec, Goleszów, Jasienica, Strumień und Ustroń.
Die Gemeinde liegt nördlich der Schlesischen Beskiden. Wichtigstes Fließgewässer ist die Weichsel.

## Geschichte
Die Landgemeinde (zeitweise Gmina Skoczów-Wieś) kam 1950 von der ehemaligen Woiwodschaft Schlesien zur Woiwodschaft Katowice größeren Zuschnitts. Von 1954 bis 1973 wurde die Gemeinde in verschiedene Gromadas aufgelöst. Im Jahr 1975 kam das Gebiet zur Woiwodschaft Bielsko-Biała, der Powiat wurde aufgelöst. Stadt- und Landgemeinde wurden 1990/1991 zur Stadt-und-Land-Gemeinde zusammengelegt. Zum 1. Januar 1999 kam sie zur Woiwodschaft Schlesien und wieder zum Powiat Cieszyński.

## Politik

### Bürgermeister
An der Spitze der Verwaltung steht der Bürgermeister. Seit 2014 war dies Mirosław Sitko, der der PiS angehört, aber zuletzt für sein eigenes Wahlkomitee antrat. Die turnusmäßige Wahl im April 2024 brachte folgendes Ergebnis:
- Rajmund Dedio (Wahlkomitee „Gemeinsam für unsere Gemeinde Skoczów“) 50,3 % der Stimmen
- Marek Żagan (Wahlkomitee „Mit Herz für die Gemeinde Skoczów“) 25,1 % der Stimmen
- Mirosław Sitko (Wahlkomitee Mirosław Sitko) 24,6 % der Stimmen

Damit wurde Rajmund Dedio bereits im ersten Wahlgang zum neuen Bürgermeister gewählt.
Die turnusmäßige Wahl im Oktober 2018 brachte folgendes Ergebnis:
- Mirosław Sitko (Prawo i Sprawiedliwość) 54,6 % der Stimmen
- Maciej Bieniek (Wahlkomitee der Vereinigung „Lokale Verwaltung“) 29,7 % der Stimmen
- Stefan Chrapec (Wahlkomitee Stefan Chrapec) 15,7 % der Stimmen

Damit wurde der Amtsinhaber Mirosław Sitko bereits im ersten Wahlgang für eine weitere Amtszeit gewählt.

### Stadtrat
Der Stadtrat von Skoczów besteht aus 21 Mitgliedern. Die Wahl 2024 führte zu folgendem Ergebnis:
- Wahlkomitee „Gemeinsam für unsere Gemeinde Skoczów“ 49,2 % der Stimmen, 11 Sitze
- Wahlkomitee „Mit Herz für die Gemeinde Skoczów“ 26,7 % der Stimmen, 5 Sitze
- Wahlkomitee Mirosław Sitko 24,2 % der Stimmen, 5 Sitze

Die Wahl 2018 führte zu folgendem Ergebnis:
- Prawo i Sprawiedliwość (PiS) 37,5 % der Stimmen, 9 Sitze
- Wahlkomitee der Vereinigung „Lokale Verwaltung“ 27,6 % der Stimmen, 5 Sitze
- Wahlkomitee „Parteilos für die Gemeinde Skoczów“ 24,6 % der Stimmen, 7 Sitze
- Wahlkomitee Stefan Chrapec 10,3 % der Stimmen, kein Sitz

### Partnerschaft
- Békéscsaba, Ungarn
- Karviná, Tschechien
- Martin, Slowakei

## Gliederung

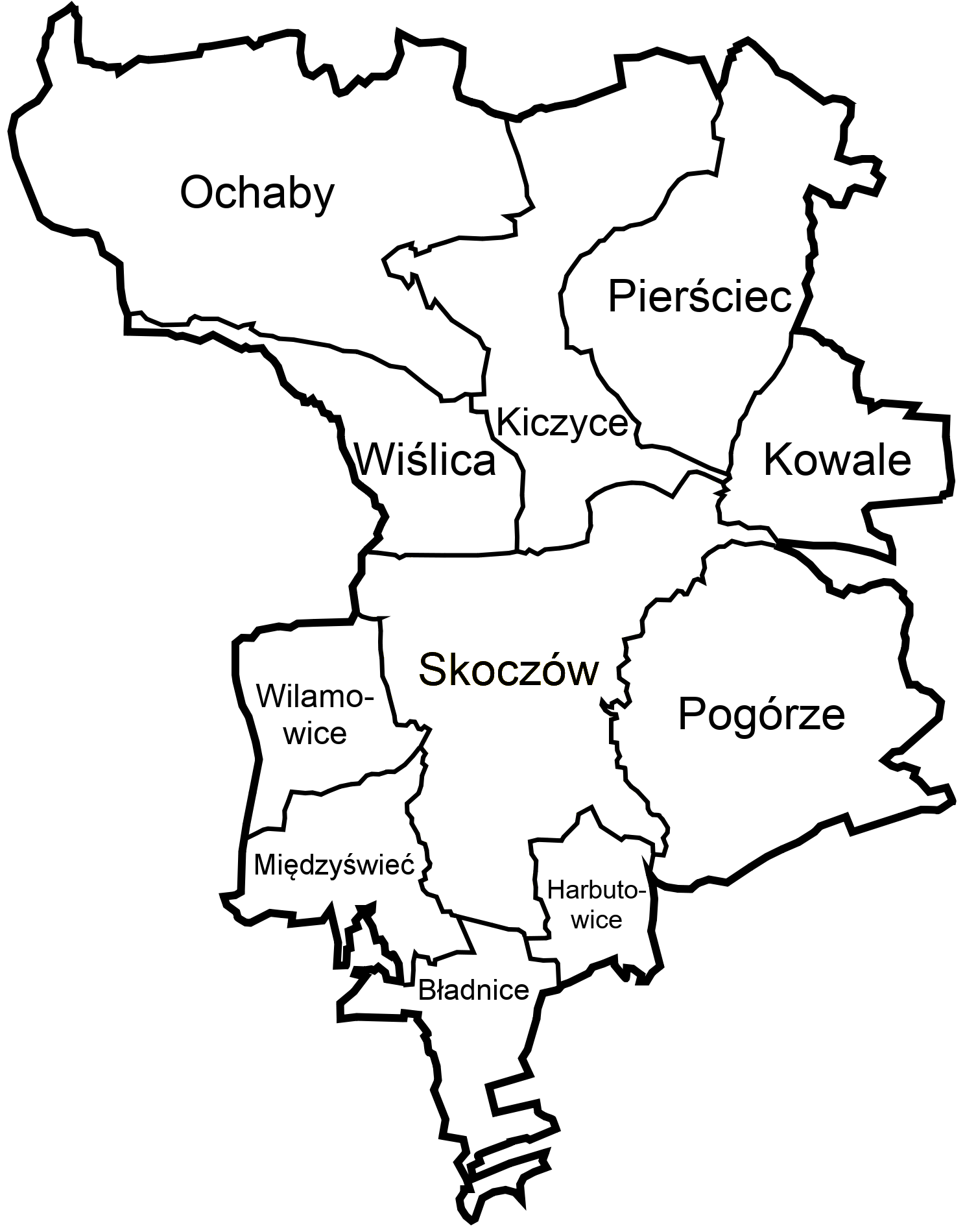
Lage der Schulzenämter

Zur Stadt-und-Land-Gemeinde Strumień (gmina miejsko-wiejska) gehören neben der Stadt zwölf Dörfer mit zehn Schulzenämtern (sołectwa):
- Bładnice (Bladnitz; Bładnice Dolne und Bładnice Górne)
- Harbutowice (Harbutowitz)
- Kiczyce (Kitschitz)
- Kowale (Kowali)
- Międzyświeć (Mendischwetz)
- Ochaby (Ochab; Ochaby Małe und Ochaby Wielkie)
- Pierściec (Perstetz)
- Pogórze (Pogorsch)
- Wilamowice (Wilamowitz)
- Wiślica (Wislitz)